# Canton d'Écully
Le canton d'Écully est une ancienne division administrative française, située dans le département du Rhône en région Rhône-Alpes.

## Historique
Le canton est créé par un décret du 28 février 2000 en détachant les trois communes qui le composent du canton de Limonest. Il entre en vigueur à l'occasion des élections cantonales de mars 2001.
Le 1er janvier 2015, le canton disparaît avec la naissance de la métropole de Lyon.

## Composition
Le canton d'Écully regroupait trois communes :
- Champagne-au-Mont-d'Or : 5 165 habitants (2011)
- Dardilly : 8 450 habitants (2011)
- Écully : 17 854 habitants (2011)

## Représentation
| Période | Période | Identité        | Étiquette      | Qualité                                           |
| ------- | ------- | --------------- | -------------- | ------------------------------------------------- |
| 2001    | 2008    | Michèle Vullien | UDF puis MoDem | maire de Dardilly (1995-2017)                     |
| 2008    | 2014    | Éric Poncet     | UMP            | Conciliateur de justice Adjoint au maire d'Écully |

## Évolution démographique
| 2006   | 2011   | 2012   |
| ------ | ------ | ------ |
| 31 871 | 31 469 | 31 515 |